# Osebni računalnik
Osebni računalnik (PC, iz angleškega izraza personal computer) je večnamenski računalnik, ki je po ceni, velikosti in zmogljivosti namenjen za osebno rabo posameznikov. Običajno ga sestavljajo procesor, bralno-pisalni in trajni pomnilnik (slednji v obliki trdega diska), napajalnik, matična plošča z vodili za priklop vseh komponent ter razne vhodno-izhodne naprave za vnos in prikazovanje podatkov, med njimi vsaj monitor, tipkovnica in kazalna naprava. Ima samostojno ohišje, z razširitvenimi priključki pa je možno nanj priklopiti tudi različne zunanje naprave, ki razširjajo nabor vhodnih ali izhodnih funkcij (tiskalnik, skener, modem, spletna kamera idr.). Pomemben element je tudi operacijski sistem, ki je dovolj preprost za uporabo tudi laikom in poganja različne programe. Ti segajo od pisarniških za osebno in poslovno rabo do predvajalnikov multimedijskih vsebin za zabavo in računalniških iger, običajno pa osebne računalnike uporabljamo tudi za dostop do interneta.
Definicija je ohlapna in bi lahko vključevala tudi sodobne tablične računalnike, pametne telefone, igralne konzole in druge podobne naprave za osebno rabo, toda teh ne tržijo pod imenom »osebni računalnik«. Najpogostejši obliki sta namizni računalnik in prenosnik, slednji ima vgrajeno baterijo, pa tudi monitor, tipkovnica in kazalna naprava so vgrajeni v ohišje, tako da ga je možno prenašati okrog in uporabljati kjerkoli.
V zgodovini računalništva je izraz »osebni računalnik« nastal kot nasprotje osrednjih računalnikov (mainframe), ki so bili veliki, dragi in zapleteni za uporabo, tako da so z njimi lahko delali le šolani računalnikarji v večjih ustanovah ter z njimi opravljali izračune za številčnejše končne uporabnike. V 1970. letih je napredek računalništva, predvsem iznajdba mikroprocesorjev, omogočil miniaturizacijo računalnikov ter pocenitev izdelave do stopnje, da je taka oprema postala dostopna širšemu krogu potrošnikov. Altair 8800 je bil prvi predstavnik razreda, takrat imenovanega mikroračunalniki, sprva namenjen navdušencem nad tehniko, ki ga je moral kupec sestaviti sam iz kompleta komponent. Korak naprej so predstavljali Apple II, TRS-80 in Commodore PET, ki so bili množično proizvedeni in pripravljeni za uporabo. Leta 1981 je prišel na trg IBM PC z Microsoftovim operacijskim sistemom MS DOS, ki je bil mnogo zmogljivejši od takratnih konkurentov in je tudi po zaslugi intenzivnega oglaševanja korporacije IBM postal standard v računalniški industriji. Te naprave so na Zahodu doživele tak razmah, da je uredništvo revije Time imenovalo osebni računalnik za osebnost leta 1982. Podjetji Apple in IBM sta dolga leta prevladovali na trgu osebnih računalnikov. Še en pomemben mejnik je bila uvedba grafičnega uporabniškega vmesnika, v novejšem času pa razmah interneta.